# Eren Albayrak
Eren Albayrak (sinh ngày 23 tháng 4 năm 1991) là một cầu thủ bóng đá Thổ Nhĩ Kỳ, hiện đang thi đấu cho câu lạc bộ Thổ Nhĩ Kỳ ở Süper Lig Konyaspor. Anh đại diện cho Thổ Nhĩ Kỳ ở tất cả các cấp độ trẻ và ra sân 92 lần.

## Danh hiệu
- Bursaspor
  - Süper Lig (1): 2009–10